# Comuna Velîki Heiivți, Ujhorod
Velîki Heiivți (în ucraineană Великі Геївці) este o comună în raionul Ujhorod, regiunea Transcarpatia, Ucraina, formată din satele Mali Heiivți, Ruski Heiivți și Velîki Heiivți (reședința).

## Demografie
Componența lingvistică a comunei Velîki Heiivți
     Maghiară (85,68%)
     Ucraineană (13,71%)
     Alte limbi (0,36%)
Conform recensământului din 2001, majoritatea populației comunei Velîki Heiivți era vorbitoare de maghiară (85,68%), existând în minoritate și vorbitori de ucraineană (13,71%).